# エド・フィドウ
エド・フィドウ（Ed Fidow、1993年9月11日 - ）は、メジャーリーグラグビー、ラグビー・ユナイテッド・ニューヨークに所属するラグビーユニオン選手。

## プロフィール
- サモア・アピア出身[1]。
- ポジションはウィング(WTB)。
- 身長 188cm、体重 96kg
- サモア代表キャップは18(2023年8月現在）でワールドカップ2019・2023のサモア代表に選ばれた[2][3]。
- 7人制サモア代表にも選ばれたことがある。

## 略歴
ブリスベンシティー、ボルドー、プロヴァンス、ウスター・ウォリアーズを経て、2021年、マナワツに加入。
2022年、ラグビー・ユナイテッド・ニューヨークに加入。